# Nabídka a poptávka

Marshallovy nůžky

Nabídka a poptávka (anglicky supply and demand) je základní teorie mikroekonomie o vztahu mezi poptávkou a nabídkou na trhu, definovaná Alfredem Marshallem. Pokouší se vysvětlit a předpovědět změny v ceně a množství zboží na konkurenčních trzích. Tento model je první aproximací pro popis dokonale konkurenčního trhu. Tvoří jeden z nejzákladnějších principů moderních ekonomických škol.

## Marshallovy nůžky
Marshallovy nůžky je grafická reprezentace nabídky a poptávky.
Standardně je množství (quantity) reprezentováno na ose x a cena (price) na ose y. Determinanty nabídky a poptávky mimo cenu zboží nejsou v grafu zastoupeny, proto jsou změny hodnot těchto proměnných znázorněny posunem křivek nabídky a poptávky. Naopak změny cen zboží jsou znázorněny pohyby podél nezměněných křivek nabídky a poptávky.
Obě křivky se protínají v bodě (E), který nazýváme rovnovážný bod, kdy D = S. Tak získáme rovnovážnou cenu a jí odpovídající rovnovážné množství statků. Je to takový stav na trhu, kdy vše, co se vyrobí se i prodá. To je samozřejmě stav ideální. Výrobci dopředu neznají rovnovážnou cenu a jí odpovídající ideální množství vyrobeného zboží pro trh.
Pokud dají výrobci příliš nízkou tržní cenu, hovoříme o převisu poptávky nad nabídkou.
Pokud dají výrobci příliš vysokou tržní cenu, hovoříme o převisu nabídky nad poptávkou.

## Nabídka
Nabídka (značí se S od angl. supply) je funkce, která ukazuje závislost nabízeného množství statku na jeho ceně. Popisuje ji nabídková křivka. Nabídka je nejčastěji reprezentována rostoucí funkcí.
Druhy nabídky:
- Individuální – nabídka jednoho výrobce určitého statku nebo služby
- Dílčí – nabídka všech výrobců určitého zboží v určitém regionu
- Agregátní/souhrnná/celková (makroekonomie) – nabídka všech výrobců všech druhů zboží v jednom místě
- Tržní (mikroekonomie) = součet individuálních nabídek

Nabídku ovlivňuje:
- Poptávka
- Cena konkurence
- Vnější podmínky podnikání (změna ceny výrobních faktorů, hospodářský cyklus, zákon – třeba o zvýšení mezd, vstup do mezinárodní organizace)
- Změna organizace trhu – cla, kvantitativní omezení dovozu
- Kapitálová výnosnost
- Změna cen výrobních substitutů
- Technologický pokrok

## Poptávka
Poptávka (značí se D od angl. demand) je funkce, která ukazuje závislost poptávaného množství statku na ceně (tato závislost je znázorňována pomocí křivky poptávky). Poptávka je popisována poptávkovou křivkou, která je vyjádřena klesající funkcí.
Druhy poptávky:
- Individuální – poptávka jednoho kupujícího po určitém statku nebo službě
- Dílčí (mikroekonomie) – poptávka všech lidí z určitého regionu (respektive státu) po statku nebo službě
- Agregátní/souhrnná/celková (makroekonomie) – poptávka všech lidí v určitém státě po všech možných statcích a službách

Poptávku ovlivňuje:
- Nabídka
- Cena
- Kupní fond – změna příjmu spotřebitelů
- Demografické faktory (věk, pohlaví, místo bydliště, vzdělání)
- Změna důchodu spotřebitele
- Komplementarita – vzájemné doplňování se; jeden výrobek je závislý na spotřebě druhého výrobku
- Substituce – nahrazuje jedno zboží za druhé; na bázi ceny nebo změny životního stylu
- + značka, kvalita, trendy, móda, životní styl, preferenční žebříček hodnot, dostupnost, reklama

### Funkce poptávky
o  Pružná – reaguje na změnu ceny = spotřební zboží (restaurace, oblečení…)
o  Nepružná – nereaguje na změnu ceny = potraviny, energie (se změnou ceny zboží se poptávka nemění)

### Zákon klesající poptávky - poptávka je klesající v důsledku
1. Důchodového efektu – je-li důchod konstantní, mohou spotřebitelé při určitém důchodovém omezení při vyšších cenách kupovat méně statků (sníží se jim reálná hodnota důchodu – indiferenční křivka se posouvá) a naopak – pokles ceny statku vede k růstu reálného důchodu a zvýšení nakupovaného množství i tohoto statku
2. Substitučního efektu – spotřebitel při zvýšení ceny bude nakupovat méně určitého statku a nahrazuje jej statkem jiným (mění se sklon BL a posouvá se podél IL – tzn. změnila se relativní cena)

- Výjimky zákona klesající poptávky:

- Giffenův statek (poptávka je rostoucí) – v případě, kdy důchodový efekt převyšuje efekt substituční, může nastat situace, kdy podřadný statek (např. vepřový bůček) v případě zvýšení ceny dojde ke zvýšení poptávaného množství

- Engelova křivka – zachycuje závislost poptávaného množství na důchodu spotřebitele (ceteris paribus) – to závisí na druhu statku, o který se jedná.

### Podle Engela rozeznáváme 3 druhy statků
1. nezbytný statek – s rostoucím příjmem už spotřeba tolik nestoupá (např. jídlo)
2. luxusní statek – s rostoucím příjmem spotřeba začíná stoupat
3. podřadný statek = méněcenný – čím vyšší důchod, tím je menší jeho spotřeba a naopak

## Zákony trhu
Bez ohledu na to, zda sledujeme individuální, agregátní či dílčí nabídku nebo poptávku, můžeme vyvodit následující zákony trhu:
1. zákon nabídky = s rostoucí cenou roste nabídka
2. zákon poptávky = s rostoucí cenou klesá poptávka

Pomocí zákonů nabídky a poptávky vysvětlujeme, jak se v zásadě chovají na trhu prodávající a kupující a následně jsme schopni vysvětlit mechanismus tvorby cen na trhu za podmínek, že jsme v prostředí dokonalé konkurence (tzn. že na trhu neexistují monopoly a jediný nám zohledňovaný parametr ovlivňující o koupi zboží je cena) a sledujeme trh určitého zboží za celé národní hospodářství.
Posuny křivky:
- Kvůli faktorům ovlivňujícím nabídku a poptávku dochází k posouvání křivek na obou stranách.

o  D1 = zvedla se poptávka (posun křivky doprava) → je vyšší cena, ale i více zboží
-  zvýšení platů, něco je módní, nebo se daří ekonomice (zvýšil se můj kupní fond) → zvýšení množství poptávaného a s tím i zvýšení rovnovážné ceny
o  D2 = snižuje se poptávka po něčem → méně zboží, nižší cena
-  kvůli krizi, nezaměstnanosti, výprodeje, starší zboží, po sezóně
o  S1 = roste nabídka → zvyšuje se množství, snižuje se cena (konkurence, přehřátá ekonomika)
-  Když je přebytek (nadvýroba, úrodný rok)
o  S2 = zmenšuje se množství nabízeného → roste cena
-  Když je neúroda, krachy firem, nedostatkové zboží, luxusní zboží

## Elasticita ceny
Elasticita ceny udává jaká je změna množství oproti ceně.
Elasticita v bodě je vyjádřena vzorcem :
{\displaystyle E={\frac {dy}{dx}}\cdot {\frac {x}{y}}={\frac {dQ}{dP}}\cdot {\frac {P_{0}}{Q_{0}}}}
{\displaystyle \|E\|<1} — cenově neelastická cena — příliš nízká cena

{\displaystyle \|E\|>1} — cenově elastická cena — příliš vysoká cena

{\displaystyle \|E\|=1} — jednotková elasticita — optimální poměr mezi cenou a množstvím

## Elasticita nabídky a poptávky

### Elasticita nabídky - neboli cenová elasticita nabídky
Citlivost určitého statku na jeho cenu → definuje se jako procentuální změna nabízeného množství určitého statku při změně ceny o 1 %.
- 3 pásma rozsahu hodnot koeficientu cenové elasticity nabídky:

1. Es > 1: cenově elastická nabídka – jednoprocentní zvýšení ceny zboží vyvolalo zvýšení nabízeného množství o více než jedno procento
2. Es = 1: jednotková elasticita nabídky – jednoprocentní zvýšení ceny zboží vyvolalo zvýšení nabízeného množství o jedno procento
3. Es < 1: neelastická nabídka – vzniká při jednoprocentním růstu ceny a menším než jednoprocentním růstu nabízeného množství

### Elasticita poptávky
Měří změny poptávaného množství vyvolané změnou ceny. Graficky elasticitu vyjadřuje sklon poptávky – čím je poptávka strmější tím je méně elastická, naopak čím méně je poptávka elastická tím plošší křivka je.
Cenová elasticita poptávky udává vztah mezi procentní změnou změnou množství statku a procentní změnou ceny. Je-li větší než jedna (=elastická poptávka), pak zvýšení ceny povede k růstu výdajů na daný statek.
1. Elastická poptávka = jednoprocentní změna ceny vyvolá vyšší než 1% změnu poptávaného množství; ED > 1

- zvýšení ceny bude mít za následek snížení výdajů kupujících a snížení příjmů prodávajících

1. Neelastická poptávka = jednoprocentní změna ceny vyvolá menší než 1% změnu poptávaného množství; ED < 1

- sníží-li se cena o 1 %, poptávané množství vzroste o méně jak 1% – příkladem jsou statky, které se hůře nahrazují substituty

1. Jednotková elasticita = jednoprocentní změna ceny vyvolá 1% změnu poptávaného množství; ED = 1
2. Absolutně neelastická = změna ceny nevyvolá žádnou změnu v poptávaném množství; EDP = 0
3. Dokonale elastická = změna v poptávaném množství nevyvolá znatelnou změnu ceny; EDP = ∞

Ke změně poptávky dochází ze čtyř důvodů: změna preferencí spotřebitele, změna jeho důchodu, změna ceny komplementu a změna ceny substitutu.
Výrobce ke svému rozhodování znát ne tržní poptávku, ale poptávku po svém zboží – ta je elastičtější než tržní poptávka

## Rovnováha trhu
Rovnovážný bod je střet poptávkové a nabídkové křivky.
(E point)
Kupující navzájem o zboží konkurují a jejich vzájemná konkurence žene cenu vzhůru. Cena, kterou jsou kupující maximálně ochotni platit, je dána jejich mezním užitkem.
I na straně nabídky je mnoho prodávajících, kteří si navzájem konkurují. Jejich konkurence naopak tlačí cenu dolů. Minimální cena, kterou jsou prodávající ochotni akceptovat, je ohraničena jejich mezními náklady.
Lze říci, že trh je v rovnováze, jsou-li v rovnováze všichni výrobci a spotřebitelé.
- Spotřebitel – křivka poptávky je totožná s křivkou mezního užitku (MU = P). Částka, kterou je spotřebitel ochoten zaplatit, se přesně rovná ceně.
- Výrobce – křivka nabídky je totožná s křivkou MC (MR = MC) respektive P = MC pro dokonalou konkurenci.

Rovnováha na dokonale konkurenčním trhu – MU = MC. Trh je v rovnováze, když se mezní užitek zboží rovná mezním nákladům na jeho výrobu.
Tržní rovnováha nastává v průsečíku křivky poptávky a křivky nabídky, neboť tam se poptávané množství právě rovná nabízenému množství, a na trhu tudíž nevzniká ani nedostatek, ani přebytek zboží. Tuto cenu nazýváme rovnovážnou cenou. Všechny ostatní ceny jsou nerovnovážné. Pro rovnovážnou cenu platí, že odráží současně mezní užitek spotřebitelů i mezní náklady výrobců.
Na trhu mohou vzniknout dva typy nerovnováhy:
1. Nedostatek – Při něm poptávané množství převyšuje nabízené množství. Nedostatek vzniká, když je cena nižší než rovnovážná cena. Nedostatek vyvolává na trhu takové jevy, jako jsou fronty nebo pořadníky. Na to reagují výrobci zvyšováním ceny.
2. Přebytek – Při něm nabízené množství převyšuje poptávané množství. Přebytek vzniká, když je cena vyšší než rovnovážná cena. Na trhu se přebytek projevuje neprodejnými zásobami. Výrobci reagují snižováním ceny.

Rovnováha na trhu není neměnný stav – dochází ke změnám:
1. Změna rovnováhy ze strany poptávky – Když se zvýší poptávka, posune se poptávková křivka doprava a nová rovnováha se ustálí při vyšší rovnovážné ceně a větším množství. Když se poptávka sníží a křivka poptávky se posune doleva, vznikne nová rovnováha při nižší rovnovážné ceně a menším množství. Když dochází ke změně tržní rovnováhy ze strany poptávky, mění se rovnovážná cena i množství stejným směrem.
2. Změna rovnováhy ze strany nabídky – Když se sníží náklady, posune se nabídková křivka dolů a nová tržní rovnováha se ustálí při nižší rovnovážné ceně a větším množství. Kdyby se náklady zvýšily, posunula by se nabídková křivka vzhůru a vznikla by nová rovnováha při vyšší rovnovážné ceně a menším množství. Rozdílem zde je, že při změně rovnováhy ze strany nabídky se bude rovnovážná cena měnit opačným směrem než množství.

## Trhy
V ekonomii rozlišujeme dva typy trhů:
1. Dokonalé trhy (dokonale konkurenční) – V tomto případě je křivka poptávky dokonale elastická. Zvýšení množství statku, případně jeho snížení nemá vliv na cenu. Výrobce nemůže ovlivnit tržní cenu statku.
2. Nedokonalé trhy (nedokonale konkurenční) – Křivka poptávky není elastická. Výrobce může svým rozhodnutím ovlivnit cenu. Zvýšením ceny sníží poptávané množství a naopak. Zvýšení či snížení ceny může ovlivnit příjmy výrobce.

Existují čtyři podmínky dokonalého trhu. Když není jen jedna splněna, mluvíme již o trhu nedokonalém.
1. Existence velkého množství firem, které vyrábějí stejný produkt. Neexistují bariéry vstupu do odvětví.
2. Všechny subjekty na trhu mají dokonalé informace.
3. Dokonale konkurenční firma je tak malá, že nedokáže ovlivnit cenu své produkce – přejímá tržní cenu.
4. Firma může maximalizovat svůj zisk jedině tím, že rozhodne o tom, kolik množství vyrábí.

## Historie
Podle Hamida S. Hosseiniho, síla nabídky a poptávky byla částečně chápána několika muslimskými učenci, například Syrskému učenci ze 14. století Ibnovi Taymiyyahovi, který napsal: “Pokud se touha po zboží zvyšuje zatímco jeho dostupnost klesá, jeho cena se zvyšuje. Na druhou stranu, pokud se dostupnost zboží zvyšuje a touha po něm klesá, jeho cena se snižuje.”
Dílo Johna Locka z roku 1691 Some Considerations on the Consequences of the Lowering of Interest and the Raising of the Value of Money zahrnuje jednoznačný popis nabídky a poptávky a vztah mezi nimi. V tomto popisu je poptávka renta: “Cena jakékoli komodity stoupá nebo klesá v poměru k množství kupujících a prodávajících” a “to, co reguluje cenu zboží není nic jiného než množství v poměru k rentě.”
Název “nabídka a poptávka” poprvé použil James Denham-Steuart v jeho díle  Inquiry into the Principles of Political Economy v roce 1767. Adam Smith název použil v jeho knize The Wealth of Nations v roce 1776 a David Ricardo pojmenoval jednu kapitolu v jeho díle z roku 1817 Principles of Political Economy and Taxation “Vlivem nabídky a poptávky na cenu.”
V díle Wealth of Nations, Smith obecně předpokládal, že cena nabídky byla pevná, ale že její hodnota by se snížila se zvýšením jejího nedostatku, což bylo později nazváno jako zákon poptávky. Ricardo v díle Principles of Political Economy and Taxation důsledněji stanovil myšlenku předpokladů, které byly použity k sestavení jeho představy o nabídce a poptávce. Antoine Augustin Cournot jako první vyvinul matematický model nabídky a poptávky s diagramy v jeho díle Researches into the Mathematical Principles of Wealth z roku 1838.
Během konce 19. století se objevila marginalistická myšlenková škola. Hlavní inovátoři tohoto přístupu byli Stanley Jevons, Carl Menger a Léon Walras. Klíčovou myšlenkou bylo, že cena byla udána podle subjektivní hodnoty zboží na okraji. Byla to podstatná změna od stanovení ceny nabídky podle Adama Smitha.
Fleeminga Jenkina ve své eseji “On the Graphical Representation of Supply and Demand,” z roku 1870 v rámci “introducing the diagrammatic method into English economic literature” publikoval první náčrt grafu nabídky a poptávky v angličtině včetně komparačních statiky z posunu nabídky nebo poptávky a uplatnění na trh práce. Tento model byl dále rozvíjen a popularizován Alfredem Marshallem v učebnici Principles of Economics z roku 1890.